# Felix Kummer
Pour les articles homonymes, voir Kummer.
Felix Kummer (né en 1989 à Karl-Marx-Stadt, aujourd'hui Chemnitz) est un chanteur allemand. Il est connu essentiellement comme le chanteur du groupe Kraftklub sous le nom de Felix Brummer.

## Biographie
Felix Kummer est le fils d'Ina Kummer et Jan Kummer, membres du groupe AG. Geige. En juin 2007, il publie son premier album Feierabend dans le cadre du projet de rap Bernd Bass & Linus der Profi. En 2008, suit l'album Mit Handtuch und Kapuze, produit à Noxwell Studios. Depuis 2009, Felix Kummer joue avec son frère Till Kummer dans le groupe de rock Kraftklub. Il est rappeur dans des chansons de Trettmann, KitschKrieg et Zugezogen Maskulin.
En juin 2019, Felix Kummer poursuit sa carrière solo en tant que rappeur sous le nom de Kummer avec la sortie de son single solo 9010. Pour promouvoir son album solo Kiox annoncé pour le 11 octobre 2019, Kummer ouvre un magasin de disques sous le même nom à Chemnitz. L'album est immédiatement le numéro un des ventes en Allemagne.

## Discographie

### Kummer
Album
- 2019 : Kiox

Singles
- 2019 : 9010
- 2019 : Nicht die Musik
- 2019 : Bei dir
- 2019 : Wie viel ist dein Outfit wert
- 2021 : Der letzte Song (Alles wird gut)

### Felix Brummer
- 2013 : MC Fitti – It Boys (feat. Felix Brummer) (albumtrack)
- 2013 : Ronny Trettmann – Die Flut (feat. Felix Brummer) (albumtrack)
- 2015 : Fettes Brot – Meine Stimme (feat. Fatoni, Felix Brummer, Kryptik Joe) (single)
- 2018 : Alligatoah – Beinebrechen (feat. Felix Brummer) (albumtrack)
- 2019 : Kettcar – Scheine in den Graben (feat. Schorsch Kamerun, Jen Bender, Bela B, Jörkk Mechenbier, Sookee, Felix Brummer, Marie Curry, Gisbert zu Knyphausen, Safi & David Fjørt) (single)

### Carsten Chemnitz
- 2016 : Trettmann – Wie du (feat. Carsten Chemnitz) (single)
- 2019 : Zugezogen Maskulin – 36 Grad (feat. Carsten Chemnitz, Nura) (single)
- 2019 : Felly – Dich mag keiner (feat. Carsten Chemnitz) (single)

### Bass Boy
- 2010 : Bass Boy –  Weiße Chucks (feat. Neon Blocks) (albumtrack)
- 2010 : Tefla & Jaleel – Hör Auf Deine Stimme (feat. Bass Boy) (albumtrack)

### Bernd Bass
- 2007 : Bernd Bass & Linus der Profi - Feierabend (album)
- 2008 : Bernd Bass & Linus der Profi - Mit Handtuch und Kapuze (album)